# Karen Kleven
Karen Kleven (21 de julho de 1925 - 28 de março de 2021) foi uma política norueguesa do Partido Conservador.
Ela serviu como vice-representante no Parlamento da Noruega por Finnmark durante os mandatos 1973-1977 e 1977-1981. No total, ela reuniu-se durante 26 dias de sessão parlamentar. Ela é natural de Hammerfest.